# Église Saint-Jacques de Fabrègues
Pour les articles homonymes, voir Église Saint-Jacques et Fabrègues (homonymie).
L'église Saint-Jacques de Fabrègues est une église située sur la commune de Fabrègues, dans le département de l'Hérault.

## Historique
Le clocher de l'église Saint-Jacques (tour avec campaniles) date des XIIe (partie haute) et XVIIe siècles. La cloche de l'horloge, quant à elle, date de 1767.

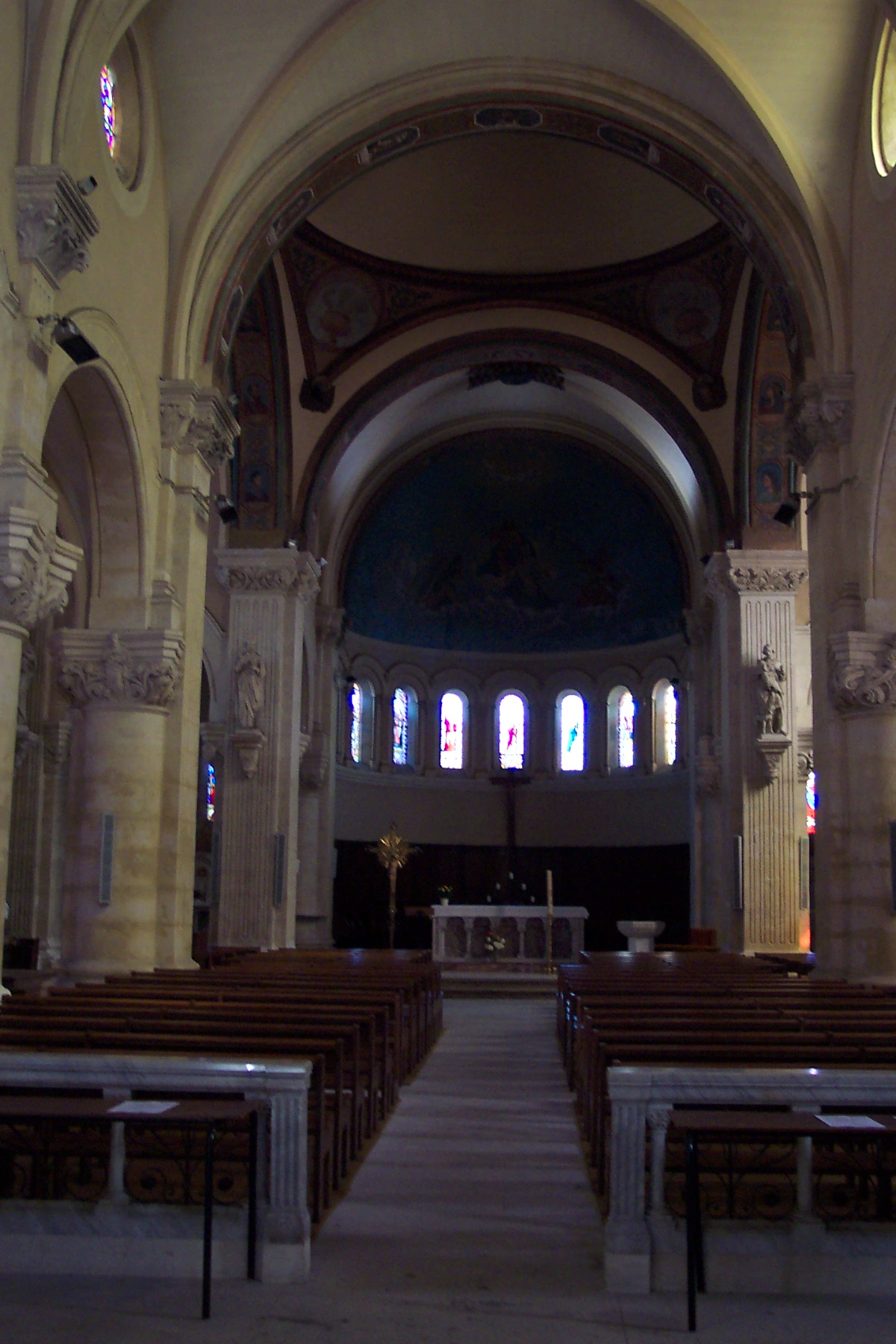
Nef.
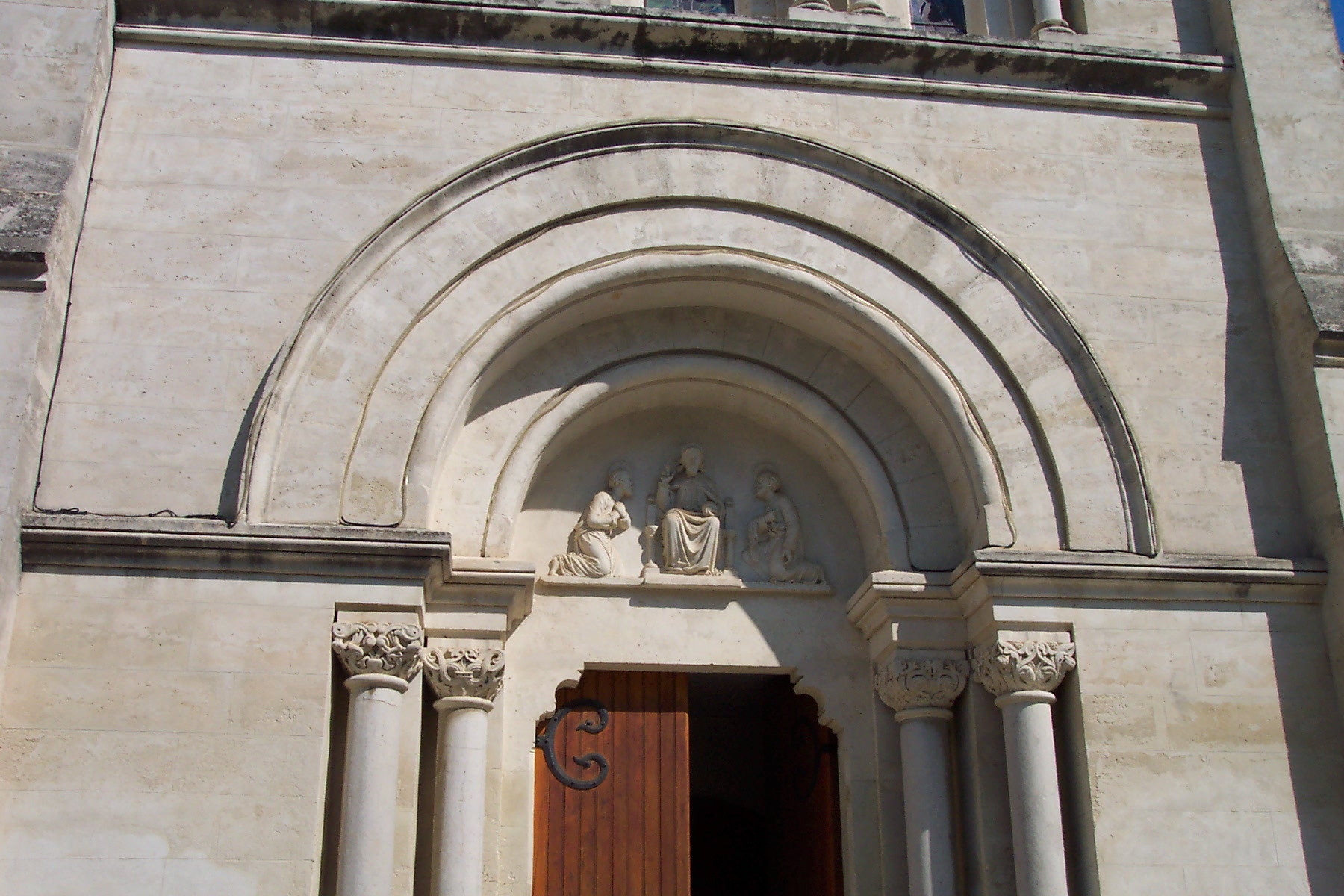
Portail.
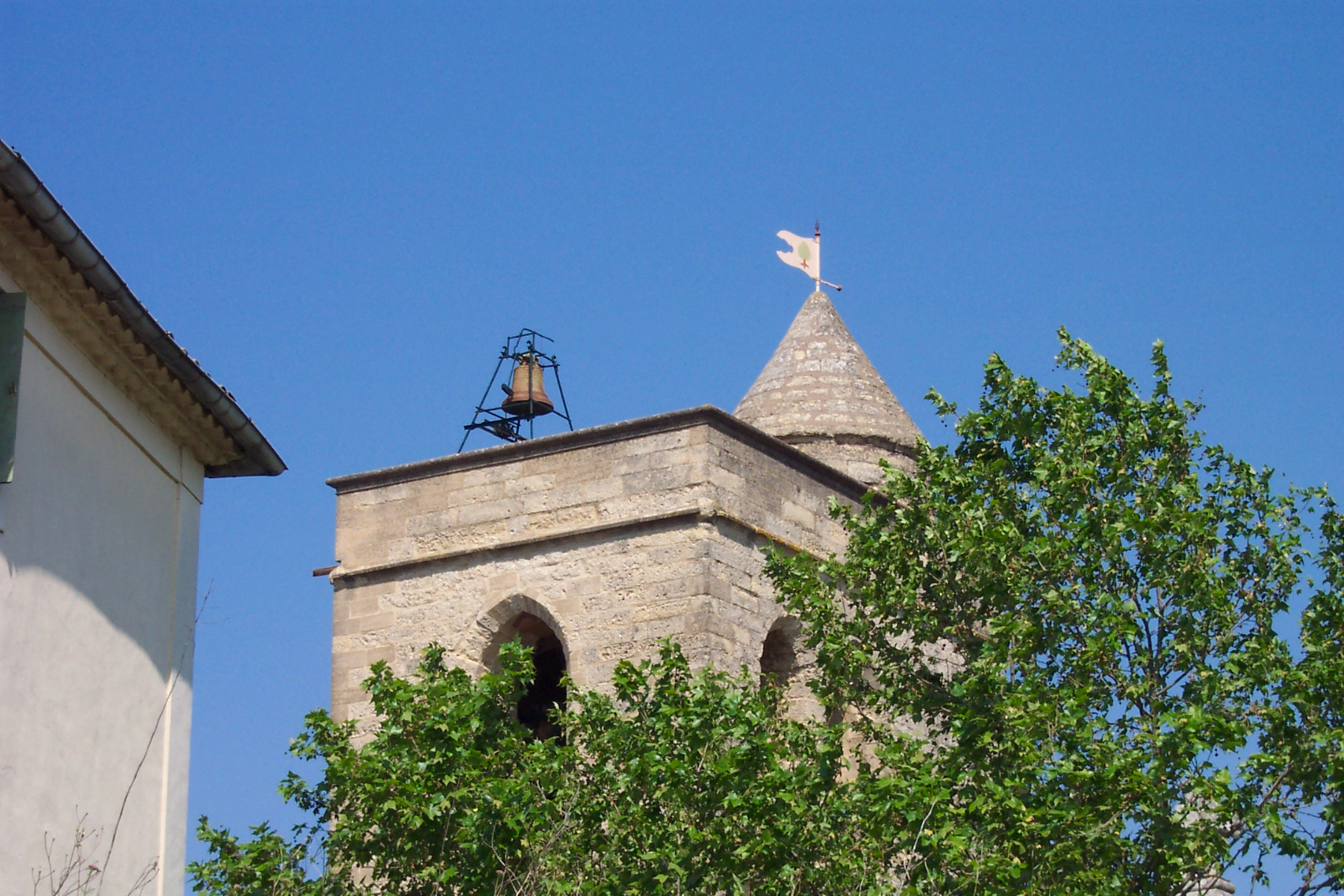
Clocher.

## Protection
Le clocher de l'église fait l’objet d’une inscription au titre des monuments historiques depuis le 30 mai 1947.